# Кунья-и-Силва, Жуан
Жуа́н Ку́нья-и-Си́лва (порт. João Cunha e Silva, также Жуан Кунья-Силва; род. 27 ноября 1967, Лиссабон) — португальский теннисист и теннисный тренер, победитель двух турниров АТР-тура в парном разряде.

## Спортивная карьера
Жуан Кунья-и-Силва играет в теннис с восьмилетнего возраста. Он трижды становился чемпионом Португалии среди юношей, в возрастных категориях до 14, 16 и 18 лет. Помимо тенниса он занимался футболом и дзюдо.
Уже в 1986 году шестнадцатилетний Жуан был приглашён в сборную Португалии на матч Кубка Дэвиса с командой Норвегии. Всего за карьеру он провёл за сборную 77 игр и является рекордсменом команды по количеству побед как в одиночных встречах (25), так и в парных (12).
В феврале 1988 года Кунья-и-Силва вышел в свой первый финал профессионального турнира на турнире уровня ATP Challenger в Найроби, где проиграл местному фавориту Полу Уэкесе. Его первый финал в парном разряде в Монтабауре (ФРГ) в мае того же года стал для него победным. В дальнейшем Кунья-и-Силва выиграл три «челленджера» в одиночном разряде и больше двадцати в парах.
В 1989 году Кунья-и-Силва вошёл в число ста лучших теннисистов мира в парном разряде, а затем в паре с бельгийским теннисистом Эдуардо Массо пробился в финал турнира Гран-при в Нанси. После этого он поднялся на 72-е место в рейтинге, высшее в своей карьере. Следующий финал турнира Гран-при он сыграл три года спустя в Тель-Авиве, где добился победы в паре с американцем Майком Бауэром. Эта победа стала первым титулом в турнирах АТР в истории Португалии. В 1995 году он в Касабланке с Эмануэлем Кото снова проиграл в финале, где им противостояли одни из лидеров в соревнованиях на грунтовых кортах, Томас Карбонель и Франсиско Роиг. Наконец, в 1997 году он завоевал свой второй и последний титул в турнирах АТР, также в Касабланке, где его партнёром на этот раз был соотечественник Нуну Маркиш. В одиночном разряде ему ни разу не удалось выйти в финал турниров АТР, а его лучшим достижением был выход в полуфинал в Тель-Авиве в 1992 году, что также на тот момент было лучшим достижением для португальских теннисистов. За время выступлений в одиночном разряде он неоднократно побеждал соперников из первой сотни рейтинга, наиболее именитыми из которых были призёры Олимпийских игр Брэд Гилберт и Хорди Арресе, но сам в сотню так и не вошёл.
После окончания игровой карьеры Кунья-и-Силва стал тренером. Он тренирует обоих ведущих португальских теннисистов следующего поколения, Фредерику Жила и Руя Машаду.

## Участие в финалах турниров АТР за карьеру

### Парный разряд (4)

#### Победы (2)
| №  | Дата        | Турнир                         | Покрытие | Партнёр     | Соперники в финале               | Счёт в финале |
| -- | ----------- | ------------------------------ | -------- | ----------- | -------------------------------- | ------------- |
| 1. | 12 окт 1992 | Открытый чемпионат Тель-Авива  | Хард     | Майк Бауэр  | Марк Куверманс Тобиас Свантессон | 6-3, 6-4      |
| 2. | 24 мар 1997 | Гран-при Хасана II, Касабланка | Грунт    | Нуну Маркиш | Хишам Арази Карим Алами          | 7-6, 6-2      |

#### Поражения (2)
| №  | Дата        | Турнир                         | Покрытие | Партнёр        | Соперники в финале              | Счёт в финале |
| -- | ----------- | ------------------------------ | -------- | -------------- | ------------------------------- | ------------- |
| 1. | 27 фев 1989 | Нанси                          | Хард (i) | Эдуардо Массо  | Удо Риглевски Тобиас Свантессон | 4-6, 7-6, 6-7 |
| 2. | 20 мар 1995 | Гран-при Хасана II, Касабланка | Грунт    | Эмануэль Коуту | Томас Карбонель Франсиско Роиг  | 4-6, 1-6      |